# Dyschimus ensifer
Dyschimus ensifer är en nattsländeart som beskrevs av Barnard 1934. Dyschimus ensifer ingår i släktet Dyschimus och familjen Pisuliidae. Inga underarter finns listade i Catalogue of Life.